# Dyskografia Enigmy
Niniejszy artykuł zawiera kompletną dyskografię projektu Michaela Cretu, Enigma.

## Albumy

### Albumy studyjne
- 1990: MCMXC a.D.
- 1993: The Cross of Changes
- 1996: Le Roi est mort, vive le Roi!
- 2000: The Screen Behind the Mirror
- 2003: Voyageur
- 2006: A posteriori
- 2008: Seven Lives Many Faces
- 2016: The Fall of a Rebel Angel

- 2001: Love Sensuality Devotion: The Greatest Hits
- 2001: Love Sensuality Devotion: The Remix Collection

### Boxy
- 1998: Trilogy
- 2005: 15 Years After: The Collector Box
- 2009: The Platinum Collection

### EP
- 2006: Eppur si muove

## Single
- 1990 „Sadeness (Part I)”
- 1990 „Mea Culpa (Part II)”
- 1991 „Principles of Lust”
- 1991 „The Rivers of Belief”
- 1993 „Carly’s Song” (wydane wyłącznie w USA i Australii)
- 1994 „Return to Innocence”
- 1994 „The Eyes of Truth”
- 1994 „Age of Loneliness”
- 1994 „Out from the Deep”
- 1996 „Beyond the Invisible”
- 1997 „Gravity of Love”
- 2000 „Push the Limits”
- 2001 ”Turn Around”
- 2003 „Voyageur”
- 2003 „Following the Sun”
- 2004 „Boum-Boum”
- 2006 „Hello and Welcome”
- 2006 „Goodbye Milky Way”
- 2008 „Seven Lives”/”La Puerta Del Cielo”
- 2008 „The Same Parents”

## Wideografia
- 2001 „Remember the Future”
- 2003 „MCMXC. a.D.: The Complete Video Album”
- 2004 ”MCMXC. a.D.: The Complete Video Album/Remember the Future box set
- 2006 „A Posteriori”
- 2008 „Seven Lives Many Faces”

## Inne nieoficjalne wydania
- 1997 In the Beginning (promocyjna kompilacja CD)
- 2005 The Dusted Variations (bonusowy dysk do boxu 15 Years After)
- 2007 A posteriori (Private Lounge Remixes)